# Johann Carl Julius Herzbruch

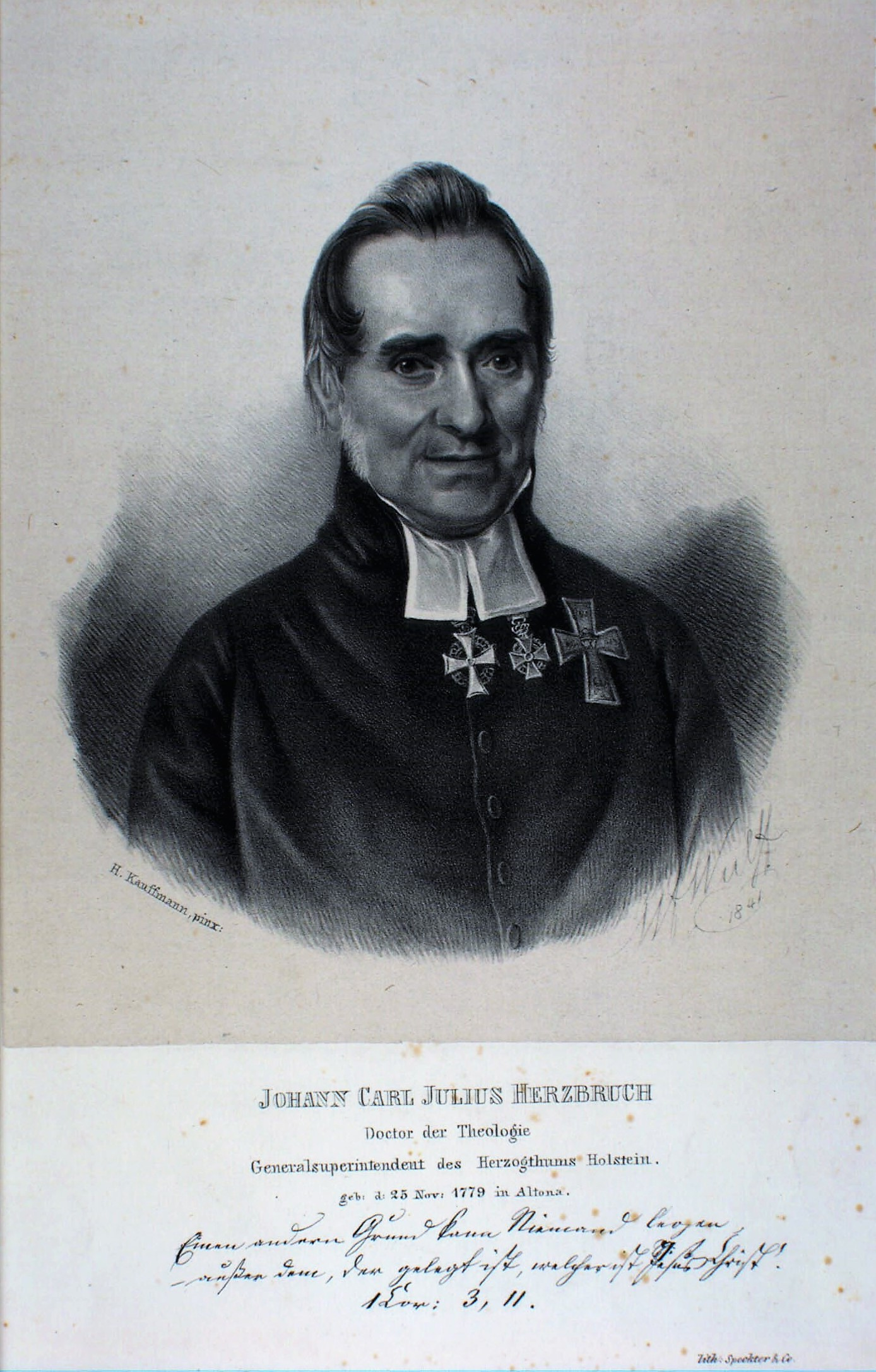
Johann Carl Julius Herzbruch (1841)

Johann Carl Julius Herzbruch, auch Hertzbruch (* 25. Oktober 1779 in Altona; † 2. Januar 1866 in Glückstadt) war ein deutscher evangelisch-lutherischer Geistlicher. Von 1835 bis 1855 war er unter der dänischen Regierung Generalsuperintendent für Holstein. 

## Leben
Johann Carl Julius Her(t)zbruch besuchte von 1797 bis 1800 das Christianeum und studierte dann Evangelische Theologie an der Universität Kiel. Nach einer Zeit als Hauslehrer legte er 1815 sein theologisches Amtsexamen in Glückstadt ab; er erhielt die höchste und äußerst seltene Note 1. Char. m.v.Z. (1. Charakter mit voller Zufriedenheit). Ab 1817 war er als Feldprediger beim dänischen Observationscorps in Frankreich stationiert. 1818 wurde er zum Schloss- und Garnisonsprediger in Glückstadt berufen. Damit verbunden war er ab 1834 Examinator und 2. geistliches Mitglied des holsteinischen Oberkonsistoriums in Glückstadt. Anfang 1835 verwaltete er kommissarisch auch das Amt des Zuchthauspredigers. 
Im März 1835 ernannte ihn der dänische König Friedrich VI. als Nachfolger von Jacob Georg Christian Adler zum Oberkonsistorialrat und zum Generalsuperintendenten für das Herzogtum Holstein mit Sitz in Glückstadt. Weiten Kreisen wurde er durch seine Predigt zur Eröffnung der konstituierenden Sitzung der Holsteinischen Ständeversammlung in Itzehoe am 1. Oktober 1835 bekannt, als er kurzfristig für den erkrankten Claus Harms einsprang. Die Predigt wurde auch gedruckt. Herzbruch macht sich besonders um das Schulwesen verdient. Er war Vorgesetzter des holsteinischen Schullehrerseminars in Bad Segeberg und Vorsitzender der Prüfungskommission für Lehrer.
In der Schleswig-Holsteinischen Erhebung hielt er sich weitgehend zurück. Sein Sohn Theodor Herzbruch (1822–1891) jedoch kämpfte als Freiwilliger in der Schleswig-Holsteinischen Armee. 1854 eröffnete er in Flensburg eine Verlagsbuchhandlung und wurde bald als „einer der wackersten Vorkämpfer für deutsche Kultur im meerumschlungenen Schleswig-Holstein“ und anti-dänischer Agitator bekannt. Herzbruch selbst wurde bald nach der Wiederherstellung der dänischen Herrschaft über Holstein „auf sein Ansuchen“ hin am 2. Mai 1855 in den Ruhestand versetzt. Im Zuge der vom Ministerium für die Herzogtümer Holstein und Lauenburg unter Ludvig Nicolaus von Scheele (1796–1874) betriebenen Reformen der lutherischen Kirchenverfassung im Herzogtum Holstein wurde aus der Generalsuperintendentur in Anlehnung an die dänische Nomenklatur das Stift Holstein; Herzbruchs Nachfolger Wilhelm Heinrich Koopmann firmierte statt als Generalsuperintendent bis zum Ende der dänischen Herrschaft 1864 als Bischof.

## Auszeichnungen
- Dannebrogorden[2]

1826 Ritter
1836 Dannebrogsmann
1840 Kommandeur (zum Krönungsfest von Christian VIII.)
- 1836 Ehrendoktor der Theologischen Fakultät der Universität Kiel (gemeinsam mit Christian Friedrich Callisen)[6]

## Werke
- Predigt am Tage der Eröffnung der Versammlung der Stände des Herzogthums Holstein, am 1. October 1835, in der St. Laurentii-Kirche in Itzehoe. Schleswig : Königl. Taubstummen-Inst., 1835
- mit Nicolaus Nielsen und Johannes Andreas Rehhoff: Der evangelisch-lutherischen Kirche der Herzogthümer Schleswig-Holstein in allen ihern Gliedern, Vorstehern, Lehrern und Dienern sagen Gruß in dem Herrn die geistlichen Aufseher dieser Kirche. 1849